# Польша на летних Олимпийских играх 1956
Польша принимала участие в летних Олимпийских играх 1956 года в Мельбурне (Австралия) в седьмой раз за свою историю, и завоевала четыре бронзовые, четыре серебряные и одну золотую медали. Сборную страны представляли 15 женщин.
| Польша на олимпиаде 1956 года в Мельбурне | Польша на олимпиаде 1956 года в Мельбурне                                                      | Польша на олимпиаде 1956 года в Мельбурне | Польша на олимпиаде 1956 года в Мельбурне | Польша на олимпиаде 1956 года в Мельбурне |
| Медали                                    | Спортсмен                                                                                      | Вид спорта                                | Дисциплина                                | Результат                                 |
| ----------------------------------------- | ---------------------------------------------------------------------------------------------- | ----------------------------------------- | ----------------------------------------- | ----------------------------------------- |
| Золото                                    | Эльжбета Кшесиньская                                                                           | Лёгкая атлетика                           | прыжки в длину, женщины                   | 6,35 метра (WR)                           |
| Серебро                                   | Ежи Павловский                                                                                 | Фехтование                                | Сабля                                     | 5                                         |
| Серебро                                   | Януш Сидло                                                                                     | Лёгкая атлетика                           | метание копья, мужчины                    | 79,98 метров                              |
| Серебро                                   | Адам Смельчиньский                                                                             | Стендовая стрельба                        |                                           | 190 очков                                 |
| Серебро                                   | Мариан Кушевский Ежи Павловский Зигмунт Павлас Анджей Пионтковский Войцех Заблоцкий Рышард Зуб | Фехтование                                | Сабля                                     |                                           |
| Бронза                                    | Хенрик Недзведзкий                                                                             | Бокс                                      |                                           |                                           |
| Бронза                                    | Збигнев Петшиковский                                                                           | Бокс                                      |                                           |                                           |
| Бронза                                    | Мариан Зелиньский                                                                              | Тяжёлая атлетика                          | мужчины                                   | 335,0 кг                                  |
| Бронза                                    | Дорота Йокель Наталия Кот Данута Новак Хелена Ракочи Барбара Слизовская Лидия Щербиньская      | Гимнастика                                | женщины                                   | 74,00                                     |

## Результаты соревнований

### Академическая гребля
В следующий раунд из каждого заезда проходили несколько лучших экипажей (в зависимости от дисциплины). В финал A выходили 4 сильнейших экипажей.
Мужчины
| Соревнование | Спортсмены     | Предварительный заезд | Предварительный заезд | Предварительный заезд | Отборочный заезд | Отборочный заезд | Отборочный заезд | Полуфинал | Полуфинал | Полуфинал | Финал  | Финал |
| Соревнование | Спортсмены     | Заезд                 | Время                 | Место                 | Заезд            | Время            | Место            | Заезд     | Время     | Место     | Время  | Место |
| ------------ | -------------- | --------------------- | --------------------- | --------------------- | ---------------- | ---------------- | ---------------- | --------- | --------- | --------- | ------ | ----- |
| одиночки     | Теодор Коцерка | 3                     | 7:28,1                | 2 Q                   | не участвовал    | не участвовал    | не участвовал    | 1         | 9:05,7    | 2 Q       | 8:12,9 | 4     |